# Étoile (serie de televisión)
Étoile (en español: Estrella) es una serie de televisión estadounidense de drama y comedia, creada por Amy Sherman-Palladino y Daniel Palladino para Amazon Prime Video. Está protagonizada por Luke Kirby, Charlotte Gainsbourg, Lou de Laâge y Gideon Glick. Los ocho capítulos fueron estrenados el 24 de abril de 2025. A pesar de tener una segunda temporada en desarrollo, en junio de 2025, Prime Video canceló la serie.

## Sinopsis
En un intento por salvar sus instituciones, dos compañías de ballet de renombre mundial de Nueva York y París intercambian a sus estrellas más talentosas.

## Elenco

### Protagonista
- Luke Kirby como Jack McMillan[5]
- Charlotte Gainsbourg como Geneviève Lavigne[5]
- Lou de Laâge como Cheyenne Toussant[5]
- Gideon Glick como Tobias Bell[5]
- David Alvarez como Gael Rodriguez
- Ivan du Pontavice como Gabin Roux[5]
- Taïs Vinolo como Mishi Duplessis[5]
- David Haig como Nicholas Leutwylek[5]
- LaMay Zhang como SuSu Li[5]
- Simon Callow como Crispin Shamblee[5]

### Recurrrente
- Yanic Truesdale como Raphaël Marchand[6]
- Kelly Bishop como la madre de Jack
- Patrick Page como el tío de Jack
- Marie Berto como Bruna Toussaint, madre de Cheyenne
- Unity Phelan como Julie, una bailarina famosa
- Christine Chang como Fei, madre de SuSu
- Joy Womack como Tasha Schaeffer
- Tiler Peck como Eva Cullman,
- Isabelle Candelier como Clea Duplessis, la Ministra de Cultura de Francia
- Yannig Samot como Florent Duplessis, padre de Mishi
- Constance Devernay como Melanie Dubois
- Tristan Ridel como Tristan Magan
- Robbie Fairchild como Larry O'Connell
- Axel Gallois como  Alain Michel

### Invitado
- David Byrne como él mismo[7]
- Didi Conn como Diane
- Jonathan Groff como Kevin
- Sparks como ellos mismos
- Isaac Mizrahi como él mismo
- Connor Ratliff como Morton
- Alexander Gemignani como Sander

## Episodios
| N.º en serie | N.º en temp. | Título                       | Dirigido por          | Escrito por                              | Fecha de emisión original |
| ------------ | ------------ | ---------------------------- | --------------------- | ---------------------------------------- | ------------------------- |
| 1            | 1            | «The Swap» «El cambio»       | Amy Sherman-Palladino | Daniel Palladino y Amy Sherman-Palladino | 24 de abril de 2025       |
| 2            | 2            | «The Bull» «El toro»         | Daniel Palladino      | Daniel Palladino y Amy Sherman-Palladino | 24 de abril de 2025       |
| 3            | 3            | «The Fish» «El pez»          | Daniel Palladino      | Daniel Palladino y Amy Sherman-Palladino | 24 de abril de 2025       |
| 4            | 4            | «The Hiccup» «El hipo»       | Amy Sherman-Palladino | Daniel Palladino y Amy Sherman-Palladino | 24 de abril de 2025       |
| 5            | 5            | «The Rat» «La rata»          | Scott Ellis           | Jen Kirkman e Isaac Oliver               | 24 de abril de 2025       |
| 6            | 6            | «The Disaster» «El desastre» | Scott Ellis           | Thomas Ward                              | 24 de abril de 2025       |
| 7            | 7            | «The Slip» «El desliz»       | Daniel Palladino      | Daniel Palladino                         | 24 de abril de 2025       |
| 8            | 8            | «The Offer» «La oferta»      | Amy Sherman-Palladino | Amy Sherman-Palladino                    | 24 de abril de 2025       |

## Producción
En octubre de 2022, Amy Sherman-Palladino y Daniel Palladino abrieron un casting para un piloto de serie de televisión acerca del mundo del ballet tras la renovación de la última temporada de The Marvelous Mrs. Maisel. En abril de 2023, fue revelado el título de la nueva serie  producida por Amazon Prime Video, como, Étoile. 
Además, fue revelado el casting principal incluyendo a  Luke Kirby, Gideon Glick, Camille Cottin, Simon Callow, Lou de Laâge y David Alvarez. Charlotte Gainsbourg se unió al elenco reemplazando a Cottin, quién tuvo que abandonar por problemas de agenda. En noviembre de 2024, David Haig se unió al reparto. En diciembre, Ivan du Pontavice y Taïs Vinolo fueron anunciados en papeles sin revelar. Yanic Truesdale y Kelly Bishop, las estrellas de la aclamada serie de Sherman-Palladino, Gilmore Girls, se unieron en papeles recurrentes.
Étoile está producida por Amy Sherman-Palladino, Daniel Palladino y Dhana Rivera Gilbert, junto a Scott Ellis como productor ejecutivo. La serie está inspirada en la película documental de ballet del director Frederick Wiseman, La Danse. La serie fue rodada en Nueva York y en París.